# Diradikál
Diradikál je molekula obsahující dva elektrony v degenerovaných molekulových orbitalech.
Toto označení se obvykle používá u organických sloučenin, kde je většina diradikálů značně reaktivní a málokdy je lze izolovat. Diradikály obsahují sudý počet elektronů, ovšem o jednu vazbu méně, než by odpovídalo oktetovému pravidlu.

## Spinové stavy
Diradikály jsou většinou tripletové. Označení singlet a triplet se odvozuje od násobnosti stavů diradikálů v elektronové paramagnetické rezonanci (EPR): singletový diradikál má jeden stav (S=0, Ms=2*0+1=1, ms=0) a nevytváří v EPR signál, tripletový má 3 stavy (S=1, Ms=2*1+1=3, ms=-1;0;1) a má v EPR spektru dva vrcholy.
Tripletový stav má celkové spinové kvantové číslo S = 1 a je paramagnetický. Singlet má S = 0 a je diamagnetický. Degenerace každého stavu má multiplicitu 2S+1.

## Příklady
Ke stabilním a izolovatelným diradikálům patří mimo jiné singletový kyslík, některé karbeny a nitreny. Méně běžné jsou nitreniové ionty, uhlíkaté řetězce a organické nekekulovské molekuly, ve kterých se elektrony nachází na různých atomech uhlíku.
V anorganické chemii se koncept diradikálů nepoužívá, i když má mnoho komplexů kovů také tripletové základní stavy.